# Magnum Research BFR
El Magnum Research BFR es un revólver de acción simple fabricado por Magnum Research. Está hecho en acero inoxidable y es fabricado para una variedad de cartuchos de gran calibre tales como el .500 S&W Magnum, incluyendo algunos cartuchos tradicionales de fusil, como el .30-30 Winchester, el .45-70 y el .450 Marlin. El nombre "BFR" oficialmente es un acrónimo para Big Frame Revolver (Revolver de armazón grande), aunque también se han utilizado otros significados tales como "Big Finest Revolver" ("-El- mejor revolver grande"), o "Biggest, Finest Revolver" ("-El- mejor y más grande revolver"). Algunas personas se refieren coloquialmente al significado del acrónimo como "Big Fucking Revolver" (Maldito gran revolver).

## Cartuchos disponibles
El BFR viene en dos modelos básicos, uno de ellos con un tambor largo para cartuchos de fusil, y otro con un tambor con un tamaño algo más tradicional (llamado "tambor corto" por Magnum Research). Cabe destacar que algunos cartuchos que utilizan ánimas rayadas similares como el .45/70 y el .450 Marlin, pueden ser disparados por la misma arma con tan solo cambiar el tambor.
Magnum Research fabrica estas armas para cartuchos personalizados. El BFR puede ser fabricado par disparar el cartucho .50 Beowulf. Estos revólveres eran fabricados originalmente por DMAX en Springfield, Dakota del Sur hasta que Magnum Research compró la compañía.

### Tambor largo
- .30-30 Winchester (Cartucho de serie)
- .38-55 Winchester (Cartucho personalizado del Precision Center o "Centro de Precisión")
- .375 Winchester (Cartucho personalizado del Precision Center)
- .444 Marlin (Cartucho personalizado del Precision Center)
- .45 Colt/.410 (Cartucho de serie)
- .45-70 Govt (Cartucho de serie)
- .45-90 Winchester (Cartucho personalizado del Precision Center)
- .450 Marlin (Cartucho personalizado del Precision Center)
- .460 S&W Magnum (Cartucho de serie)
- .500 S&W Magnum (Cartucho de serie)
- .50 Beowulf (Cartucho personalizado del Precision Center)

### Tambor corto
- .22 Hornet (Cartucho personalizado del Precision Center) (descontinuado)
- .218 Bee (Cartucho personalizado del Precision Center) (descontinuado)
- .44 Magnum (Cartucho de serie)
- .454 Casull (Cartucho de serie)
- .480 Ruger/.475 Linebaugh (Cartucho personalizado del Precision Center)
- .50 GI (Cartucho personalizado del Precision Center)
- .50 Action Express (Cartucho personalizado del Precision Center)
- .500 JRH (Cartucho personalizado del Precision Center)